# Rise (태양의 음반)
Rise는 대한민국의 음악 그룹인 빅뱅의 태양의 두 번째 정규 음반이다. 이 음반은 2010년 7월 발매한 첫 정규 음반 Solar 이후 4년여만의 정규 음반이기도 하다. 이 음반은 공개와 동시에 한국의 음원 차트에서 1위(올킬)를 차지했으며, 아이튠즈 앨범 차트 10개국에서 1위를 기록하였다.(21개국에서 TOP 50 기록) 아이튠즈 R&B/SOUL 앨범 차트에서는 미국, 영국, 캐나다, 오스트레일리아, 러시아, 홍콩과 덴마크 등의 19개국에서 1위를 기록했다.(25개국에서 TOP 50 기록) 또한, 빌보드 Hot 200 차트에서 112위를 기록하였는데, 이는 K-pop 솔로 가수 중에서 최고 기록이며 K-pop 음반 중에서는 세 번째로 높은 기록으로 빌보드 월드 앨범 차트와 히트시커스 앨범 차트에서도 1위를 차지했다. 이 음반은 아이튠즈 재팬 팝 앨범 차트에서도 1위를 기록했다.

## 앨범 사양
이 음반은 2014년 6월 3일이 9곡의 음원이 아이튠즈, 멜론 등의 온라인 음악 사이트에서 공개되었다. 이후 6월 10일에 CD가 발매되었다. 두 가지의 다른 버전의 앨범으로 구성되었다. 레귤러 앨범은 소책자 (48p), CD, 포스터와 스티커. 리미티드 앨범은 소책자 (128p), CD, 두 가지 포스터와 세 가지 포토 카드가 봉입 되어 있다.

## 배경
2014년 5월 25일, YG 엔터테인먼트는 첫 번째 티저 사진을 공개하였다. 다음 날에는 두 번째 티저 사진을 공개하였고, 뒤이어 5월 28일에는 티저 영상을 공개하였다. 티저 영상 끝부분의 "RISE – TAEYANG"이라는 문구와 함께 등장하는 이 음반에서의 태양의 로고는 이 '금환일식'을 모티브로 삼아 태양이 달(팬)을 "RISE"라는 앨범을 통해 만나게 된다는 것을 의미한다. 2014년 6월 2일에 열린 "RISE: PREMIERE"에서는 그의 새 음반의 트랙 리스트를 포함한 사양들이 공개되었다.

## 참여
이 음반에서 태양은 이전의 그의 음반에서 함께했었던 Choice37와 Teddy와 작업했다. 그는 또한 Boys Noize와 Peejay를 포함한 The Fliptones, JHart 등의 프로듀서와도 함께했다. 빅뱅의 멤버 G-Dragon도 참여했으며, 이외에도 그와는 처음으로 작업하는 Airplay, 조성확, Happy Perez, Britt Burton 등의 프로듀서와 뮤지션들도 참여했다.

## 트랙 리스트
| #            | 제목                              | 작사                    | 작곡                            | 편곡                         | 재생 시간 |
| ------------ | --------------------------------- | ----------------------- | ------------------------------- | ---------------------------- | --------- |
| 1.           | 〈Intro (Rise)〉                  | 타블로, Choice 37, 태양 | Peejay, 태양                    | Peejay                       | 1:45      |
| 2.           | 〈눈, 코, 입〉                    | Teddy, 태양             | Teddy, Dee.P, PK                | Teddy, Dee.P                 | 3:50      |
| 3.           | 〈새벽 한시〉                     | Teddy                   | Teddy, Choice 37, Boys Noize    | Teddy, Choice 37, Boys Noize | 3:11      |
| 4.           | 〈Stay With Me〉 (Feat. G-Dragon) | G-Dragon                | G-Dragon, The Fliptones, JHart  | The Fliptones                | 3:22      |
| 5.           | 〈아름다워 (Body)〉               | Teddy, 태양             | Teddy, 태양, P.K, Dee.P         | Teddy, P.K, Dee.P            | 3:10      |
| 6.           | 〈Ringa Linga〉                   | G-Dragon                | G-Dragon, Shockbit              | Shockbit                     | 3:47      |
| 7.           | 〈이게 아닌데〉                   | Airplay, 조성확         | Airplay, 조성확                 | Airplay                      | 4:23      |
| 8.           | 〈버리고〉                        | 타블로                  | P.K, 태양, Dee.P                | P.K, Dee.P                   | 3:40      |
| 9.           | 〈Love You to Death〉             | 타블로, Britt Burton    | Happy Perez, Britt Burton, 태양 | Happy Perez                  | 3:41      |
| 총 재생 시간 | 총 재생 시간                      | 총 재생 시간            | 총 재생 시간                    | 총 재생 시간                 | 30:54     |

참고
- 〈Intro (RISE)〉는 티어스 포 피어스의 〈Everybody Wants to Rule the World〉를 샘플링했다.
- 〈아름다워 (Body)〉와 〈Love You to Death〉는 2NE1의 CL의 목소리가 삽입되었다.

## 프로모션
태양은 2013년 12월, 《SBS 가요대전》에서 〈새벽 한시〉의 무대를 선보였으며, 2014년 6월 6일 《SBS 인기기요》에서 G-Dragon이 피처링에 참여한 〈Stay With Me〉와 그의 타이틀 곡 〈눈, 코, 입〉을 공연하며 첫 컴백 무대를 가졌다.
태양은 6월 18일, 서울 강남구 삼성동 JBK홀에서 열린 1theK '원더라이브'의 여덟 번째 아티스트로 등장해 팬들에 깜짝 라이브 무대를 선사했다. YG 엔터테인먼트는 다음 날 6월 19일에는 "Rise" 허그 이벤트를 개최하였다.
YG 엔터테인먼트는 6월 27일부터 7월 18일까지 태양의 공식 페이스북을 통해 "눈, 코, 입(Eyes, Nose, Lips) COVER PROJECT BY YOU"라는 일반인을 대상으로 한 〈눈, 코, 입〉 커버 이벤트가 오픈을 했다. 이 프로젝트에는 전 세계 62개국, 총 1002명이 참가하며, 글로벌 히트송으로 높은 인기를 누렸음을 입증했다.

## YG 패밀리 커버
〈눈, 코, 입〉을 처음으로 커버한 가수는 악동 뮤지션이다. 타블로는 랩 버전으로 커버했으며, 뮤직 비디오에 태양이 특별 출연했다. 리디아백은 YG 패밀리 가수중에서 세 번째로 커버하였고, YG의 새로운 신인 그룹 아이콘이 《믹스 & 매치》에서 커버하였다.

## 차트
| 차트 (2014)                   | 국가     | 최고 차트 순위 |
| ----------------------------- | -------- | -------------- |
| 가온                          | 대한민국 | 1              |
| 한터                          | 대한민국 | 1              |
| 미국 빌보드 200               | 미국     | 112            |
| 미국 월드 앨범 (빌보드)       | 미국     | 1              |
| 미국 히트시커스 앨범 (빌보드) | 미국     | 1              |
| 인위에타이                    | 중국     | 1              |
| 레코초쿠                      | 일본     | 1              |
| 오리콘                        | 일본     | 2              |